# العلاقات البوتسوانية البوليفية
العلاقات البوتسوانية البوليفية هي العلاقات الثنائية التي تجمع بين بوتسوانا وبوليفيا.

## مقارنة بين البلدين
هذه مقارنة عامة ومرجعية للدولتين:
| وجه المقارنة                                              | بوتسوانا                       | بوليفيا                                          |
| --------------------------------------------------------- | ------------------------------ | ------------------------------------------------ |
| المساحة (كم2)                                             | 581.74 ألف                     | 1.10 مليون                                       |
| عدد السكان (نسمة)                                         | 2.29 مليون                     | 11.05 مليون                                      |
| الكثافة السكانية (ن./كم²)                                 | 3.94                           | 10.05                                            |
| العاصمة                                                   | غابورون                        | سوكري، لاباز                                     |
| اللغة الرسمية                                             | لغة إنجليزية                   | اللغة الإسبانية، اللغة الأيمرية، كتشوا، غوارانية |
| العملة                                                    | بولا بوتسواني                  | بوليفاريو بوليفي                                 |
| الناتج المحلي الإجمالي (بليون دولار)                      | 17.41 مليار                    | 37.51 مليار                                      |
| الناتج المحلي الإجمالي (تعادل القوة الشرائية) بليون دولار | 35.84 مليار                    | 74.58 مليار                                      |
| الناتج المحلي الإجمالي الاسمي للفرد دولار أمريكي          | 6.36 ألف                       | 3.08 ألف                                         |
| الناتج المحلي الإجمالي للفرد دولار أمريكي                 | 16.10 ألف                      | 6.63 ألف                                         |
| مؤشر التنمية البشرية                                      | 0.698                          | 0.662                                            |
| رمز المكالمات الدولي                                      | +267                           | +591                                             |
| رمز الإنترنت                                              | .bw                            | .bo                                              |
| المنطقة الزمنية                                           | ت ع م+02:00، توقيت وسط إفريقيا | 00                                               |

## منظمات دولية مشتركة
يشترك البلدان في عضوية مجموعة من المنظمات الدولية، منها:
| علم المنظمة | اسم المنظمة                        | تاريخ انضمام بوتسوانا | تاريخ انضمام بوليفيا |
| ----------- | ---------------------------------- | --------------------- | -------------------- |
|             | الاتحاد البريدي العالمي            | ?                     | ?                    |
|             | مؤسسة التنمية الدولية              | 24 يوليو 1968         | 21 يونيو 1961        |
|             | منظمة حظر الأسلحة الكيميائية       | ?                     | ?                    |
|             | منظمة التجارة العالمية             | ?                     | 12 سبتمبر 1995       |
|             | الأمم المتحدة                      | 17 أكتوبر 1966        | 14 نوفمبر 1945       |
|             | وكالة ضمان الاستثمار متعدد الأطراف | 15 مايو 1990          | 3 أكتوبر 1991        |
|             | منظمة الشرطة الجنائية الدولية      | ?                     | ?                    |
|             | مؤسسة التمويل الدولية              | 23 مارس 1979          | 20 يوليو 1956        |
|             | الاتحاد الدولي للاتصالات           | 2 أبريل 1968          | 1 يونيو 1907         |
|             | البنك الدولي للإنشاء والتعمير      | 24 يوليو 1968         | 27 ديسمبر 1945       |
|             | يونسكو                             | 16 يناير 1980         | 13 نوفمبر 1946       |

## وصلات خارجية
- موقع وزارة الخارجية البوتسوانية
- موقع وزارة الخارجية البوليفية